# Bazyli III (patriarcha Konstantynopola)
Bazyli III, gr. Βασίλειος Γ (ur. 1846, zm. 1929) – patriarcha Konstantynopola od 13 lipca 1925 do 29 września 1929.